# Arcidiocesi di Tessalonica

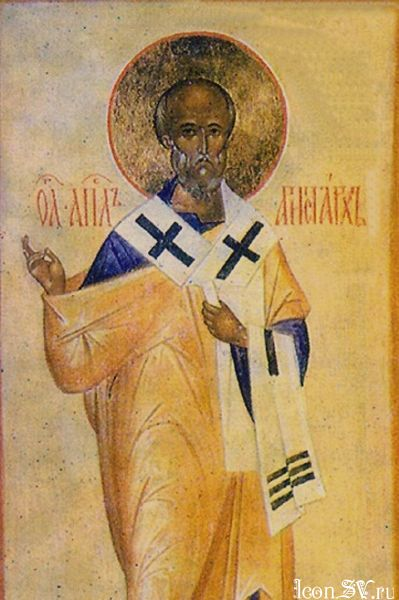
Sant'Aristarco, il primo vescovo di Tessalonica.

L'arcidiocesi di Tessalonica (in latino Archidioecesis Thessalonicensis) è una sede soppressa e sede titolare della Chiesa cattolica.

## Storia
La città di Tessalonica (l'odierna Salonicco) fu sede di un'antichissima comunità cristiana, le cui origini risalgono alla predicazione dell'apostolo Paolo. Il libro degli Atti degli Apostoli racconta che san Paolo giunse in Grecia accompagnato da due discepoli, entrambi macedoni, Aristarco e Caio (cfr. At. 19,29 e At. 27,2). La tradizione considera questi due discepoli come i primi vescovi della comunità cristiana di Tessalonica.
A partire dal IV secolo, con l'affermarsi del cristianesimo, la città, che era la capitale della provincia romana della Macedonia Prima, divenne sede metropolitana. Come tutte le sedi episcopali della prefettura dell'Illirico, l'arcidiocesi di Tessalonica era parte del patriarcato di Roma; in seguito, a partire dalla metà circa dell'VIII secolo, fu sottoposta al patriarcato di Costantinopoli.
Nella Notitia Episcopatuum attribuita all'imperatore Leone VI (inizio X secolo), la sede di Tessalonica appare al 16º posto nell'ordine gerarchico delle metropolie del patriarcato di Costantinopoli; e le sono attribuite cinque diocesi suffraganee: Citro, Berrea, Dragobizia, Serbia e Cassandria. In realtà in origine le suffraganee di Tessalonica erano molte di più, ma la maggior parte di queste scomparve dopo l'occupazione e la fondazione del primo impero bulgaro nel 681: tra queste le diocesi di Bargala, Diu, Dobero, Edessa, Eraclea, Parecopoli e Stobi, delle quali non sono più menzionati vescovi dopo il VII secolo.
Tessalonica è una delle poche chiese ortodosse delle quali è stato conservato il Synodicon, testo di carattere storico-dogmatico ad uso liturgico, dove, in particolari occasioni e feste dell'anno, si leggevano pubblicamente i nomi degli antichi vescovi della propria sede di appartenenza e si anatematizzavano gli eretici dell'ortodossia. Il Synodicon di Tessalonica contiene i nomi di 65 vescovi dall'VIII al XV secolo.
In occasione della Quarta crociata (XIII secolo), Tessalonica fu conquistata dai crociati che fondarono il regno di Tessalonica, il feudo più grande dell'Impero Latino, che occupava gran parte della Grecia settentrionale e centrale.
Come avvenne su tutti i territori conquistati dai crociati, anche a Tessalonica fu istituita una sede arcivescovile di rito latino. Cattedrale dell'arcidiocesi era la chiesa di Santa Sofia, dove fin dall'inizio fu istituito un capitolo di canonici; l'unico arcidiacono conosciuto, Baldovino, fu nominato vescovo di Demetriade, ma per motivi sconosciuti non poté prendere possesso della diocesi.
Il primo arcivescovo di Tessalonica fu Nivelon de Quierzy, vescovo di Soissons, che faceva parte dell'esercito crociato che conquistò la città, e che fu nominato alla sede di Tessalonica da papa Innocenzo III il 10 dicembre 1206, pur conservando la sua diocesi di Soissons. L'episcopato di Nivelon de Quierzy durò solo qualche mese, perché morì a Bari, nel corso di un suo viaggio verso la Francia, il 14 settembre dell'anno successivo.
La successione si mostrò più difficile del previsto. Il papa nominò il 27 giugno 1208 il vescovo Pietro di Ivrea, il quale tuttavia non accettò l'incarico, e il 5 marzo 1209 venne nominato patriarca latino di Antiochia. Il capitolo dei canonici propose allora la nomina di Guarino, arcivescovo di Verissa di Tracia, il quale fu accettato dalla Santa Sede dopo un'inchiesta sulla legittimità di questa nomina affidata ai metropoliti di Larissa e di Tebe. Questo prelato è documentato in diverse occasioni nelle lettere dei pontefici. Probabilmente prese parte al concilio lateranense del 1215, per il quale aveva ricevuto la lettera di convocazione il 19 aprile 1213. Fu presente ancora a Tessalonica quando i crociati persero la città nel 1224 a favore di Michele Ducas, despota greco d'Epiro. Probabilmente rientrò in Francia nel 1239, dove è attestato il 29 giugno; è questa l'ultima menzione storica di Guarino, di cui non si conosce l'anno di morte.
Incerto è il numero dei vescovi suffraganei di Tessalonica. Teoricamente la provincia ecclesiastica latina doveva ricalcare quella di rito greco. Di fatto però, secondo Le Quien, di una sola diocesi è nota la presenza di un vescovo latino, peraltro anonimo, quella di Citro. Un autore greco contemporaneo attesta che nel 1213 le sedi di Citro, Berrea, Cassandria, Campania, Ardamerio e Gerisso, suffraganee di Tessalonica, erano ancora governate da vescovi greci.
La sede latina ebbe termine dopo il 1224, quando la città divenne possedimento del despotato d'Epiro, e probabilmente prima del 1246 quando venne ripresa dall'Impero Bizantino.
Dal XIV secolo Tessalonica è annoverata tra le sedi arcivescovili titolari della Chiesa cattolica; la sede è vacante dal 26 giugno 1967.

## Cronotassi

### Arcivescovi greci
- Sant'Aristarco † (I secolo)
- San Caio † (I secolo)
- Achille †
- Alessandro † (prima del 325 - dopo il 335)
- Giovanni I † (prima del 344)
- Aezio † (344)
- Eremio † (prima del 355 - dopo il 359)
- Sant'Ascolio † (prima del 380 - circa 383 deceduto)
- Sant'Anisio † (circa 383 - 410 deceduto)
- Rufo † (410 - 431)
- Anastasio I † (435 - 451)
- Euxiteo † (menzionato nel 457)
- Anonimo † (menzionato nel 479)
- Andrea † (494 - 499)
- Doroteo † (515 - 520)
- Elia † (548 - 553)
- Taleleo † (menzionato nel 570 circa)
- Eusebio † (al tempo di papa Gregorio I)[6]
- San Giovanni II † (circa 610/649)
- Paolo I † (menzionato nel 649)
- Giovanni III † (menzionato nel 680)
- Anonimo † (menzionato nel 716)
- Pietro †
- Anastasio II †
- Teofilo † (menzionato nel 787)
- Tommaso † (menzionato nell'806)
- San Giuseppe † (? - 809 deposto)
- Giovanni IV † (809 - circa 811)
- San Giuseppe † (circa 811 - 815 deposto) (per la seconda volta)
- Teodoro I † (815 - circa 830)
- San Giuseppe † (circa 830 - 15 luglio 832 deceduto) (per la terza volta)
- Giovanni V †
- Leone il Filosofo † (840 - primavera 843)
- Antonio † (primavera 843 - 2 novembre 843 deceduto)
- Sisinnio †
- Stefano †
- San Basilio † (menzionato nell'862)
- Paolo II †
- Plotino †
- Eutimio I †
- Teodoro II † (menzionato nell'869)
- Sergio †
- Neofito †
- Paolo III † (menzionato nell'879)[7]
- Gregorio ? † (menzionato in agosto 882)[8]
- Metodio † (prima dell'886 - 889 o 890 deceduto)
- Giovanni VI † (menzionato il 3 agosto 893)
- Giovanni VII † (dopo il 901)
- Basilio †[9]
- Simeone †
- Eutimio II †
- Gregorio †
- Giacomo †[10]
- Niceta di Maronea †
- Giorgio †
- Teofane † (prima del 1031 - 1038 deposto)
- Prometeo † (1038 - ?)[9]
- Romano † (XI secolo)[11]
- Eustazio † (? - verso il 1194 deceduto)

### Arcivescovi latini
- Nivelon de Quierzy † (10 dicembre 1206 - 14 settembre 1207 deceduto)[12]
  - Pietro, O.Cist † (27 giugno 1208 - ? rinuncia) (vescovo eletto)[13]
- Guarino † (11 marzo 1210 - dopo il 29 giugno 1239 deceduto)
  - Sede vacante

### Arcivescovi titolari
- Ludovico da Orvieto, O.F.M. † (30 luglio 1345 - ?)
- Antonio, O.F.M. † (? - 19 agosto 1370 nominato vescovo di Malta)
- Ludovico Bonito † (1395 - 5 settembre 1399 nominato vescovo di Bergamo)
- Paolo di Roma, O.F.M. † (18 aprile 1418 - ?)
- Guglielmo † (1462 - ?)
- Giovanni Poide † (8 agosto 1494 - ?)
- Tonsano Varni † (16 marzo 1506 - ?)
- Francisco de Carta † (1510 - 1521 deceduto)
- Juan Pedro Miralles † (8 aprile 1521 - ?)
- Guillaume du Puys, O.S.A. † (6 giugno 1526 - ?)
- Louis Huillart, O.Cist. † (24 settembre 1543 - ?)
- Tommaso, O.P. † (6 novembre 1562 - ?)
- Giovanni Doria † (4 febbraio 1608 - 5 luglio 1608 succeduto arcivescovo di Palermo)
- Giulio Benigni † (maggio 1623 - ? deceduto)
- Giovanni Battista Maria Pallotta † (18 settembre 1628 - 26 maggio 1631 nominato cardinale presbitero di San Silvestro in Capite)
- Francesco Vitelli † (16 agosto 1632 - 16 novembre 1643 nominato arcivescovo di Urbino)
- Cristoforo Segni † (24 aprile 1645 - 8 luglio 1661 deceduto)
- Lucas Bueno, O.S.Io.Hieros. † (15 settembre 1664 - 15 dicembre 1666 nominato vescovo di Malta)
- Sebastiano Pisani † (14 gennaio 1669 - ? deceduto)
- Francesco Buonvisi † (16 giugno 1670 - 27 settembre 1690 nominato arcivescovo, titolo personale, di Lucca)
- Giuseppe Archinto † (18 marzo 1686 - 18 maggio 1699 nominato arcivescovo di Milano)
- Niccolò Caracciolo † (10 maggio 1700 - 23 aprile 1703 nominato arcivescovo di Capua)
- Niccolò Piccolomini † (13 settembre 1706 - 2 novembre 1710 deceduto)
- Benedetto Erba-Odescalchi † (18 dicembre 1711 - 5 ottobre 1712 nominato arcivescovo di Milano)
- Gerolamo Alessandro Vicentini † (30 gennaio 1713 - 5 agosto 1723 deceduto)
- Zosimo Valignani † (12 luglio 1724 - 26 ottobre 1729 deceduto)
- Celestino Galiani, O.S.B. Coel. † (31 marzo 1732 - 26 luglio 1753 deceduto)
- Antonio Branciforte Colonna † (11 febbraio 1754 - 26 settembre 1766 nominato cardinale presbitero di Santa Maria in Via)
- Marcantonio Marcolini † (12 giugno 1769 - 23 giugno 1777 nominato cardinale presbitero di Sant'Onofrio)
- Nicola Pugliesi † (settembre 1777 - 9 luglio 1778 deceduto)
- Inácio de São Caetano, O.C.D. † (14 dicembre 1778 - 29 novembre 1788 deceduto)
- Vincenzo Massi † (22 novembre 1839 - 10 gennaio 1841 deceduto)
- Angelo Antonio Scotti † (22 gennaio 1844 - 6 maggio 1845 deceduto)
- Giovanni Brunelli † (23 maggio 1845 - 7 marzo 1853 nominato cardinale presbitero di Santa Cecilia)
- Alessandro Franchi † (19 giugno 1856 - 22 dicembre 1873 nominato cardinale presbitero di Santa Maria in Trastevere)
- Ludovico Jacobini † (20 marzo 1874 - 19 settembre 1879 nominato cardinale presbitero di Santa Maria della Vittoria)
- Ferdinando Capponi † (18 novembre 1881 - 8 marzo 1883 succeduto arcivescovo di Pisa)
- Domenico Ferrata † (2 aprile 1885 - 22 giugno 1896 nominato cardinale presbitero di Santa Prisca)
- Giuseppe Macchi † (19 agosto 1897 - 8 giugno 1906 deceduto)
- Achille Locatelli † (22 novembre 1906 - 11 dicembre 1922 nominato cardinale presbitero di San Bernardo alle Terme Diocleziane)
- Raffaele Carlo Rossi, O.C.D. † (20 dicembre 1923 - 30 giugno 1930 nominato cardinale presbitero di Santa Prassede)
- Giuseppe Rossino † (28 marzo 1931 - 31 dicembre 1949 deceduto)
- Alfonso Castaldo † (14 gennaio 1950 - 7 febbraio 1958 nominato arcivescovo di Napoli)
- Carlo Grano † (14 dicembre 1958 - 26 giugno 1967 nominato cardinale presbitero di San Marcello)